# Un show obișnuit: Filmul
Un show obișnuit: Filmul (în engleză Regular Show: The Movie) este un film de comedie, de prietenie și științifico-fantastic, ce se bazează pe serialul Un show obișnuit de la Cartoon Network. Este produs de Cartoon Network Studios și a avut premiera televizată pe 25 noiembrie 2015 pe Cartoon Network. Filmul a fost prezentat pentru prima oară pe 14 august 2015 la cinematograful The Downtown Independent în Los Angeles, după care a fost lansat digital pe 1 septembrie 2015 și pe 13 octombrie 2015 pe DVD.
Premiera în România a filmului a fost pe 16 ianuarie 2016 pe Cartoon Network, ca parte a programului Cartoon Network Cinema.

## Premisă
Un Rigby din viitor vine să avertizeze gașca despre timpurile care vor veni, așa că ei trebuie să călătorească înapoi în timp până în momentul în care Mordecai și Rigby erau în liceu, pentru a opri un antrenor rău și nebun de volei de la distrugerea timpului. Vor reuși? Poate Rigby să spună adevărul chiar dacă îi vor costa pe el și Mordecai prietenia lor?

## Voci

### Personaje principale
- JG Quintel ca Mordecai și Fantoma Bate Palma
- William Salyers ca Rigby
- Sam Marin ca Benson, Tataie și Musculosul
- Mark Hamill ca Skips
- Jason Mantzoukas ca Domnul Ross
- David Koechner ca Directorul Dean

### Personaje secundare
- Fred Tatasciore ca Reporterul
- Roger Craig Smith ca Frank Smith
- Minty Lewis ca Eileen